# Chaetura
Genre
Le genre Chaetura comprend 11 espèces de martinets américains, oiseaux de la famille des Apodidae.

## Liste des espèces
Selon la classification de référence (version 15.1, 2025) du Congrès ornithologique international (ordre phylogénique) :
- Chaetura cinereiventris – Martinet à croupion gris
- Chaetura spinicaudus – Martinet spinicaude
- Chaetura martinica – Martinet chiquesol
- Chaetura fumosa – Martinet du Costa Rica
- Chaetura egregia – Martinet de Bolivie
- Chaetura pelagica – Martinet ramoneur
- Chaetura vauxi – Martinet de Vaux
- Chaetura chapmani – Martinet de Chapman
- Chaetura andrei – Martinet d'André
- Chaetura meridionalis – Martinet de Sick
- Chaetura brachyura – Martinet polioure